# Saint-Antonin (Gers)
Saint-Antonin település Franciaországban, Gers megyében. Lakosainak száma 155 fő (2022. január 1.). Saint-Antonin Augnax, Mansempuy, Mauvezin, Puycasquier és Saint-Sauvy községekkel határos.

## Népesség
A település népessége az elmúlt években az alábbi módon változott:
| Lakosok száma | 174  | 138  | 118  | 134  | 155  | 156  | 159  | 154  | 154  | 155  |
|               | 1968 | 1982 | 1990 | 2006 | 2013 | 2015 | 2017 | 2019 | 2020 | 2022 |